# (3043) San Diego
(3043) San Diego es un asteroide que forma parte del cinturón interior de asteroides y fue descubierto por Eleanor Francis Helin desde el observatorio del Monte Palomar, Estados Unidos, el 20 de septiembre de 1982.

## Designación y nombre
San Diego se designó al principio como 1982 SA.
Posteriormente, en 1984, fue nombrado por la ciudad estadounidense de San Diego.

## Características orbitales
San Diego orbita a una distancia media del Sol de 1,927 ua, pudiendo alejarse hasta 2,131 ua y acercarse hasta 1,722 ua. Tiene una inclinación orbital de 21,79 grados y una excentricidad de 0,1063. Emplea en completar una órbita alrededor del Sol 976,7 días.
San Diego pertenece al grupo asteroidal de Hungaria.

## Características físicas
La magnitud absoluta de San Diego es 13,5 y el periodo de rotación de 105,7 horas.